# Madina Lamin Kanteh
Madina Lamin Kanteh är en ort i Gambia. Den ligger i regionen Central River, i den östra delen av landet, 180 km öster om huvudstaden Banjul. Antalet invånare var 746 vid folkräkningen 2013.